# Federico Guzmán
Federico Guzmán Frías (Santiago, 17 de agosto de 1836-París, 8 de agosto de 1885) fue un pianista y compositor chileno, adscrito al romanticismo.
Federico se casó con Margarita Vaché Guzmán en Santiago el 9 de abril de 1863. Federico y Margarita eran primos, Margarita siendo hija de Paula Guzmán Molina, hermana menor de Eustaquio Guzmán Molina, padre de Federico.
Como pianista, triunfó en los principales escenarios europeos y sudamericanos. Su catálogo es cercano a las 200 obras y más de 50 fueron publicadas en su país, Europa, Brasil y Perú. Entre sus obras destacan las escritas para piano, como Zamacueca (publicada en 1856 en la casa editorial de su padre, Eustaquio Guzmán I.) y Elegía; para piano y voz, mazurcas, polonesas, redovas, valses y canciones.
Louis Moreau Gottschalk, famoso pianista y compositor estadounidense, «reparó en 1866 en los dotes de Guzmán y decidió estimularlo y apoyarlo para que se perfeccionara en París ese mismo año».
En la capital francesa brindó numerosos conciertos privados y públicos (especialmente destacable es el que dio en la Sala Hertz) como solista y con acompañamiento de orquesta sinfónica. Además, logró acreditar y editar sus composiciones en las grandes casas editoriales de música europeas, como Schott.
A su regreso a Chile en 1869 se dedicó a dictar clases, dar conciertos y componer, pero tres años más tarde se fue a Lima. Fue tan bien recibido por los peruanos, que su estadía se prolongó hasta  1879, cuando comenzó la Guerra del Pacífico. Poco después de volver a Santiago, partió a Argentina y luego a Brasil, donde trabajó como profesor. Finalmente, viajó nuevamente a París, ciudad en la que falleció.